# Carl-Blechen-Grundschule (Cottbus)
Die Carl-Blechen-Grundschule ist eine Schule im Cottbuser Stadtteil Sandow.

## Geschichte
Die Schule wurde 1913 als „5. und 6. Gemeindeschule“ gegründet. Sie wurde sowohl von Jungen als auch Mädchen besucht, wobei sie getrennten Unterricht erhielten. Schulessen erhielten sie aus der Küche des örtlichen Frauenvereins. Im Februar 1945 wurde die Schule von mehreren Fliegerbomben getroffen, wodurch Nordflügel des Haupthauses und das Wohnnebengebäude zerstört wurden. Im Mai 1945 wurde die Schule als Flüchtlingslager genutzt, weshalb der Schulbetrieb unterbrochen wurde, aber bereits im Oktober 1945 wieder aufgenommen werden konnte.
Im September 1946 wurde die Schule zur 2. Einheitsschule, in der 1272 Schüler von 31 Lehrern unterrichtet wurden. Von 1970 bis 1989 trug sie als Polytechnische Oberschule den Namen „Walter-Wagner-Oberschule“. 1993 wurde sie zur ersten und größten Ganztagsschule Brandenburgs ausgebaut. Ab dem Jahr 2000 wurde sie als „Sandower Realschule“ geführt. Zum 88. Jubiläum wurde ein Schulmuseum eingerichtet. Die Stadt Cottbus ließ 2006 umfangreiche Sanierungsarbeiten am und im Schulgebäude durchführen, weshalb die Schule zwischenzeitlich in das Gebäude des heutigen Evangelischen Gymnasiums umziehen musste.
Seit dem Ende der Sanierung 2009 betreibt ein Investor aus Leipzig die Schule, er hat sie zur Nutzung der Stadt Cottbus vermietet. Seitdem wird das Schulgebäude als „Carl-Blechen-Grundschule“ genutzt. Die Schule bietet Angebote zur individuellen Förderung für Kinder mit Problemen im Bereich Sprache und Hören sowie für Kinder mit Down-Syndrom.

## Baubeschreibung
Das Gebäude ist ein dreistöckiger Backsteinbau mit einem Walmdach im Stil der Neugotik. Die Fassade wird geprägt durch das farbliche Zusammenfassen der Fenster der beiden Obergeschosse und durch die auffälligen mit Ziertürmchen gekrönten Giebel. Zwischen den Fenstern der Obergeschosse befinden sich Putzspiegel mit variierenden Stuckelementen. Zwei Risalite dominieren die östliche Fassade. Im zerstörten Nordflügel befanden sich viele Fachräume, der Speisesaal und ein Zeichenraum. Das Gebäude steht unter Denkmalschutz.
Auf der anderen Seite des Schulhofes befindet sich die Christoph-Kolumbus-Grundschule.